# Desaparición de Immaculate Basil
Inmaculate ("Mackie") Mary Basil es una mujer de 27 años que desapareció el viernes 14 de junio de 2013 cerca de la reserva india de Kuz Che, 70 km al norte del Fuerte St. James en la Columbia Británica. Se sabe que fue vista por última vez con su primo y otro hombre saliendo de una fiesta en su casa. Se considera que su desaparición no es característica de su personalidad.

## La vida antes de la desaparición.
Hija de Samuel Basil y Patricia Joseph, Mackie Basil era la madre de Jamison, que tenía 5 años cuando desapareció. Basil tenía tres hermanas y tres hermanos: Crystal, Ida, Samantha (fallecida), Nick, Peter y Travis (fallecido). Inmaculada Basil nació el 8 de diciembre de 1985, ese día es también la fiesta católica de la Inmaculada Concepción. Es probable que la fecha hubiese influido en su nombre. 
Basil creció en acogimiento familiar con sus hermanas Ida y Crystal. Ida dice que su convivencia en la familia las unió; se llamaban diariamente a las 10 de la mañana. Mackie formaba era de la Nación Tl'azt'en, con base en Tachie, al sur de la Reserva Kuz Che. Basil vivía en Fort St. James en el momento de su desaparición, trabajando a tiempo parcial como secretaria y como ayudante de profesor en la escuela. Recientemente se había separado de su compañero de mucho tiempo y padre de su hija para irse a Jamison.

### Vida personal
Era conocida por ser una persona introvertida que rara vez salía de fiesta y no era conocida por beber o consumir drogas. Era una sorpresa para la familia que fuera a una fiesta sola y bebiera; era muy selectiva con quien pasaba el tiempo y prefería pasar el tiempo en casa limpiando, decorando, completando tareas, estando en línea, hablando con sus hermanas o pasando el tiempo con su hija. A menudo le preparaba gachas de avena y preparaba arándanos congelados; su hija era importante para ella. Ida dijo de su hermana que era una "persona bondadosa y hermosa" y que "ayudaría en todo lo que pudiera si le pedían ayuda".
Basil se había separado recientemente de su marido de derecho común justo antes del momento de su desaparición. La noticia de la ruptura también fue una sorpresa para la familia, y la causa de la separación es desconocida. No es de conocimiento público cuánto tiempo estuvo con su marido.

## Desaparición
Los acontecimientos que llevaron a su desaparición no se conocen del todo, pero se la vio en una fiesta en una casa de la Reserva Tachie antes de que se fuera con un hombre llamado Victor y su primo Keith poco después de la medianoche. No se ha demostrado, pero se informó de que intentó hacer autostop sola después de que la camioneta en la que iba sufriera un accidente.
Basil no conducía un vehículo en el momento de su desaparición. No era normal en ella que para un viaje nocturno, no llevase su bolsa de maquillaje o un juego extra de ropa, y no tuviese un teléfono celular. Se informó de que llevaba pantalones grises de yoga (capri), zapatos blancos y una sudadera con capucha negra con una hoja de arce en la parte delantera. También tenía un iPod Shuffle azul oscuro con auriculares blancos cuando desapareció. Ninguno de los objetos que desaparecieron con Mackie se encontraron nunca.
Basil asistió a una fiesta en una casa en Tachie el jueves 13 de junio de 2013. No es de conocimiento público quién estuvo también en la fiesta esa noche, o cuánta gente estuvo allí, pero Vanessa Joseph cree que fueron principalmente los primos de Basil. Su primo Keith, y un hombre llamado Victor, que era conocido de Vanessa, también estuvieron allí. El lugar en donde se hizo la fiesta estaba a 20 minutos a pie de la casa de Basil.

### Cronología de Mackie
Gran parte de la línea de tiempo de Mackie la noche que desapareció no es de conocimiento público. Estuvo sola durante gran parte de la noche y después de medianoche, se fue con Víctor y su primo Keith, que no han hecho público lo que pasó. 
| Nota | comienzo                  | Final                     |
| --- | ------------------------- | ------------------------- |
| Basil asistió al funeral de su tía. | 17:00 13 de junio de 2013 | 13 de junio de 2013       |
| Basil asiste a una fiesta en una casa de la reserva Tachie. | 13 de junio de 2013       | 00:00 14 de junio de 2013 |
| Basil es vista por su hermano Peter mientras recoge una botella de vodka de 26 onzas. Mackie menciona que estaba con Victor y Keith. | 00:00 14 de junio de 2013 | 00:00 14 de junio de 2013 |
| Supuestamente, Basil se fue con Víctor y Keith a buscar una plancha para techos a la cabaña de un cazador cerca de Kuzche. Viajaron en una camioneta blanca y azul. Su ubicación es desconocida después de que ella dejase la fiesta; la camioneta tuvo un accidente en la carretera forestal de servicio Leo Creek. | 00:00 14 de junio de 2013 | 10:00 14 de junio de 2013 |
| A Víctor se le ve caminando por una calle en Tachie, con la ropa mojada hasta el pecho. | 10:00 14 de junio de 2013 | 10:00 14 de junio de 2013 |
| Basil no hace la llamada telefónica diaria con las hermanas Crystal e Ida. Sospechan que puede estar en la casa de su hermano Nick donde no había teléfono pero viven demasiado lejos para comprobarlo físicamente.                                                                                                  | 10:00 14 de junio de 2013 | 10:00 14 de junio de 2013 |
| Crystal e Ida llaman a las personas que conocen a Basil y la buscan. | 10:00 15 de junio de 2013 | 10:00 15 de junio de 2013 |
| Las dos hermanas se enteran de que Mackie no estaba en casa de Nick. | 16 de junio de 2013       | 16 de junio de 2013       |
| Llaman a la RCMP para reportarla como persona desaparecida. | 17 de junio de 2013       | 17 de junio de 2013       |
| La RCMP se reúne con Crystal en persona por primera vez con respecto a la desaparición. La RCMP comienza a las interrogar a personas que habían estado en la fiesta. | 18 de junio de 2013       | 18 de junio de 2013       |

Según el informe de la RCMP a la familia, Victor y Keith dijeron a la policía que iban en una camioneta blanca con Basil la noche de la desaparición. A una hora temprana del 14 de junio de 2013, la camioneta en la que viajaban Keith, Victor y supuestamente Basil tuvo un accidente en la carretera del servicio forestal Leo Creek entre Tachie y Kuzche, cerca de un lugar llamado el "kilómetro 16 ". Vanessa dijo que el accidente era evidente porque había partes del camión cerca de un árbol que estaba partido por la mitad. Vanessa dijo que se enteró de que en la cabaña de cazadores de Kuzche se intentó conseguir un camión negro para que tirase del camión accidentado. Victor y Keith le dijeron a la RCMP que Basil se separó de ellos después del accidente. Los comunicados de prensa de la RCMP indicaron que se separó de los otros dos hombres poco después de que su camión se atascara en el barro.
Alrededor de las 10 de la mañana del viernes 14 de junio de 2013, Víctor fue visto caminando por la calle en Tachie con la ropa mojada hasta el pecho. Vanessa, Joseph y Ron fueron testigos de esto delante de la casa de Ron. Pensaron que era extraño, pero no sabiendo que Basil había desaparecido en ese momento, no investigaron más. Después de enterarse de que el camión que conducía Víctor había tenido un accidente cerca de Kuzche, Vanessa consideró extraño que Víctor volviera a la ciudad tan pronto, a pie. El camión negro de la cabaña de caza no fue llevado de regreso a Tachie, sino que se dejó en la carretera forestal de Leo Creek, a una hora de distancia en automóvil desde donde vieron llegar a Víctor caminando.

## Investigación, búsqueda y concienciación.
Tanto Victor como Keith se sometieron a pruebas del polígrafo. La RCMP informó a la familia que ambos hombres cooperaron. También fueron interrogados por un psicólogo forense. En el informe que el psicólogo dio a la familia este declaró que no encontró nada sospechoso. Vanessa cree que la policía interrogó a todos los involucrados en la fiesta.
Nadie reveló a la familia que Basil dejó la fiesta con Keith y Victor hasta después de los interrogatorios policiales el 18 de junio de 2013, cuando la RCMP reveló esto a la familia.  Según los familiares, la familia fue muy poco  informada por la RCMP durante el primer año después de su desaparición, aunque la RCMP emitió un comunicado de prensa al público en el tercer aniversario de la desaparición de Mackie.
La RCMP participó en la búsqueda durante aproximadamente una semana después del 18 de junio de 2013. Usaron perros, pero hubo una tormenta de granizo y un clima lluvioso desfavorable el fin de semana del 22 de junio de 2013. En los días posteriores a la desaparición de Basil, se realizaron intensas búsquedas por tierra y aire, llevadas a cabo por numerosas organizaciones de búsqueda y rescate, servicios aéreos de la RCMP, familiares y personas locales. En el tiempo transcurrido desde que se realizaron las búsquedas solo se ha seguido buscando por el servicio de búsqueda y rescate y por la banda de Tl'azt'en. Se buscó en un radio aproximado de 20 km en la zona de Tachie/Kuzche.

### Geografía Tachie / Kuzche
La nación Tl'azt'en, que incluye las comunidades de Tachie, Kuzche, Binche y Dzitl'ainli, se encuentra en la costa noreste del lago Stewart, Columbia Británica. Tachie está a unos 45 minutos al norte de Fort St. James, y Kuzche se encuentra a unos 45 minutos al norte de Tachie. El área consta de numerosos ríos, estanques, lagos y colinas. La mayor parte de la tierra está cubierta de bosques, y la zona tiene una carretera principal a Fort St. James, numerosas carreteras de ripio y un ferrocarril que atraviesa la zona y atraviesa los pueblos de Tachie y Kuzche; la industria en la zona consiste principalmente en minería y tala. Tanto Tachie como Kuzche son accesibles por carretera también. El ferrocarril ya no está en uso y el aserradero local, propiedad de Tanizul Timber,  estaba cerrado desde antes de la desaparición de Basil. Varias especies de animales viven en la zona, como alces, venados de cola blanca,  pumas, ovejas, cabras montesas, osos negros y grizzly, coyotes, lobos y caribús de bosque. La geología consiste en numerosos tipos de rocas ígneas y metamórficas y sus suelos relacionados.
Se han distribuido numerosos carteles, vallas publicitarias y artículos de noticias en un esfuerzo por crear conciencia sobre la desaparición. La RCMP realizó numerosos comunicados de prensa, incluyendo uno durante el mes que marca el tercer aniversario de la desaparición de Basil.  En 2016, poco después del tercer aniversario, la nación Tl'azt'en también ofreció una recompensa de  20,000$ por información que condujese a la recuperación de Basil, a instancias de su hermano Peter Basil.

## Teorías
Debido a las buenas relaciones con su familia y con un niño pequeño al que Basil tenía mucho afecto, además de no tener antecedentes de fuga, se considera poco probable que se escapase. Aunque se duda que haya huido, la RCMP duda en atribuir su desaparición al juego sucio. Esto deja el ataque animal o el accidente como posibles explicaciones para la desaparición de Mackie. 
Aunque no lo han confirmado, la RCMP no ha descartado la posibilidad de que el juego sucio desempeñe un papel en la desaparición de Basil.

### Ataque animal, accidente o desventura
Aunque se sabe que hay numerosos animales salvajes peligrosos que viven en la zona de Tachie/Kuzche, la teoría de un ataque animal se pone en duda debido a que los investigadores que participaron en la exhaustiva búsqueda por tierra y aire no encontraron ningún rastro de un ataque de un animal a una persona. No se confirmó la recuperación de ninguno de los artículos que la joven madre tenía cuando desapareció, ni tampoco se descubrió sangre u otros restos que se confirmasen como suyos. Si desapareció debido a un accidente o desgracia, también es razonable suponer que habría caminado hasta donde se encontró con su muerte. Esto habría estado dentro del alcance del grupo de búsqueda que buscaba sus restos, que nunca fueron encontrados.
Después de que Basil desapareciese aparecieron varios rumores sin fundamento y reportes inconsistentes. La RCMP  investigó muchos de ellos e informó a su familia de sus averiguaciones. 

### Avistamientos desacreditados conocidos
Se informó que Basil había sido vista por trabajadores forestales en la mañana del 14 de junio de 2013, también por plantadores de árboles o por un camionero. El rumor era que había sido vista intentando hacer autostop. La RCMP hizo un seguimiento de estas afirmaciones y determinó que eran falsas.
Otro falso avistamiento fue cerca de la reserva de Saik'uz, al sur de Vanderhoof, Columbia Británica.

### Juego sucio
Se dice que Basil viajaba con dos hombres, Keith y Victor, en una camioneta blanca; en el momento de su desaparición, se dirigían a una cabaña de cazadores cerca de la reserva de Kuzche para recoger una plancha para tejado sin usar y entregarla a un anciano. Esta historia sólo fue corroborada por Keith y Victor sin ningún otro testigo.
Ninguno de los dos ha hablado con la familia sobre lo que sucedió exactamente esa noche. Keith es más joven que Basil. Victor tenía unos 48 años en ese momento y no era de Tachie. Además de haber sido denunciado por mal comportamiento con su exesposa, tiene un historial de condenas por crímenes violentos (archivos 22683-1-K, 24087-1-KC, 25237-2-A, 27961-6-C y 29420-1) y al menos un cargo de asalto sexual (archivo 27961-6-C). La mayoría de estos delitos tuvieron como resultado comparecencias ante el tribunal de Dease Lake.
Teniendo en cuenta la lejanía de la zona y el momento de la desaparición de Basil, es poco probable que desapareciese debido a un secuestro extraño. Sin embargo, según el FBI, los secuestros extraños que involucran a mujeres en su mayoría están motivados por agresiones sexuales y también son los más propensos a involucrar el uso de un arma de fuego.

## Desapariciones similares
Basil desapareció en una zona que es parte de lo que se conoce como "el corredor de la Autopista de las Lágrimas". La prima de Mackie, Bonnie Marie Joseph, desapareció en el mismo corredor. Joseph fue vista por última vez haciendo autostop hacia el este hacia Príncipe George desde Vanderhoof el sábado 8 de septiembre de 2007. Fue vista por última vez por su prima Joanne.